# François Grivet
Pour les articles homonymes, voir Grivet.
François Grivet, né le 25 décembre 1825 à Lyon et mort dans cette même commune le 19 août 1886, est un architecte et ingénieur français.

## Biographie
François Grivet étudie à La Martinière à Lyon puis entre à l'école des beaux-arts de Lyon en 1841.
Il a étudié et fait exécuter le funiculaire de Saint-Just.